# Maud (Texas)
Pour les articles homonymes, voir Maud.
Maud est une petite ville située au sud du comté de Bowie, au Texas, aux États-Unis,.

## Démographie
Lors du recensement de 2010, la ville comptait une population de 1 056 habitants. Elle est estimée, le 1er juillet 2019, à 1 148 habitants.

### Source de la traduction
- (en) Cet article est partiellement ou en totalité issu de l’article de Wikipédia en anglais intitulé « Maud, Texas » (voir la liste des auteurs).